# 仙台市交通局実沢営業所
仙台市交通局実沢営業所（せんだいしこうつうきょく さねざわえいぎょうしょ）は、宮城県仙台市泉区にある仙台市交通局自動車部（仙台市営バス）の営業所。

## 概要
構内は営業所庁舎と整備工場、給油施設、洗浄施設、車庫、バス停留所（後述）が設置されている。営業所イラストマークはいぬ。仙台市北西部の泉ビレジ・中山・桜ヶ丘方面を事業範囲としている。もともと荒巻にあった北仙台営業所を移転したものである。配置車両は主にいすゞと三菱。以前は日産ディーゼルを主に配置していた。また、根白石方面の狭隘路線に対応するため、中型車も配置されている。

## 沿革
- 1992年7月15日 - 開設（北仙台営業所および七北田営業所根白石出張所を統合・移転）
- 1994年3月28日 - 七北田営業所が出張所格下げ、東仙台営業所管轄下に変更されたことに伴い、泉パークタウン出張所を七北田営業所から当所の管轄に変更。
- 1998年3月 - 当営業所で初めてワンステップバスが新造配置される。
- 2002年10月7日 - 泉パークタウン出張所閉所（宮城交通泉営業所に移管）、泉パークタウン線、加茂団地線、将監団地線を宮城交通へ移管。
- 2003年3月 - 当営業所で初めてノンステップバスが新造配置される。
- 2004年3月 - 宮城学院線を宮城交通へ移管。
- 2011年6月1日 - 東仙台営業所の宮城交通委託に伴い、JRバス東北に運行委託している七北田出張所が当所の管轄となる。

## 所管路線

### 桜ケ丘線
- 800/S800系統（川内営業所と共管）

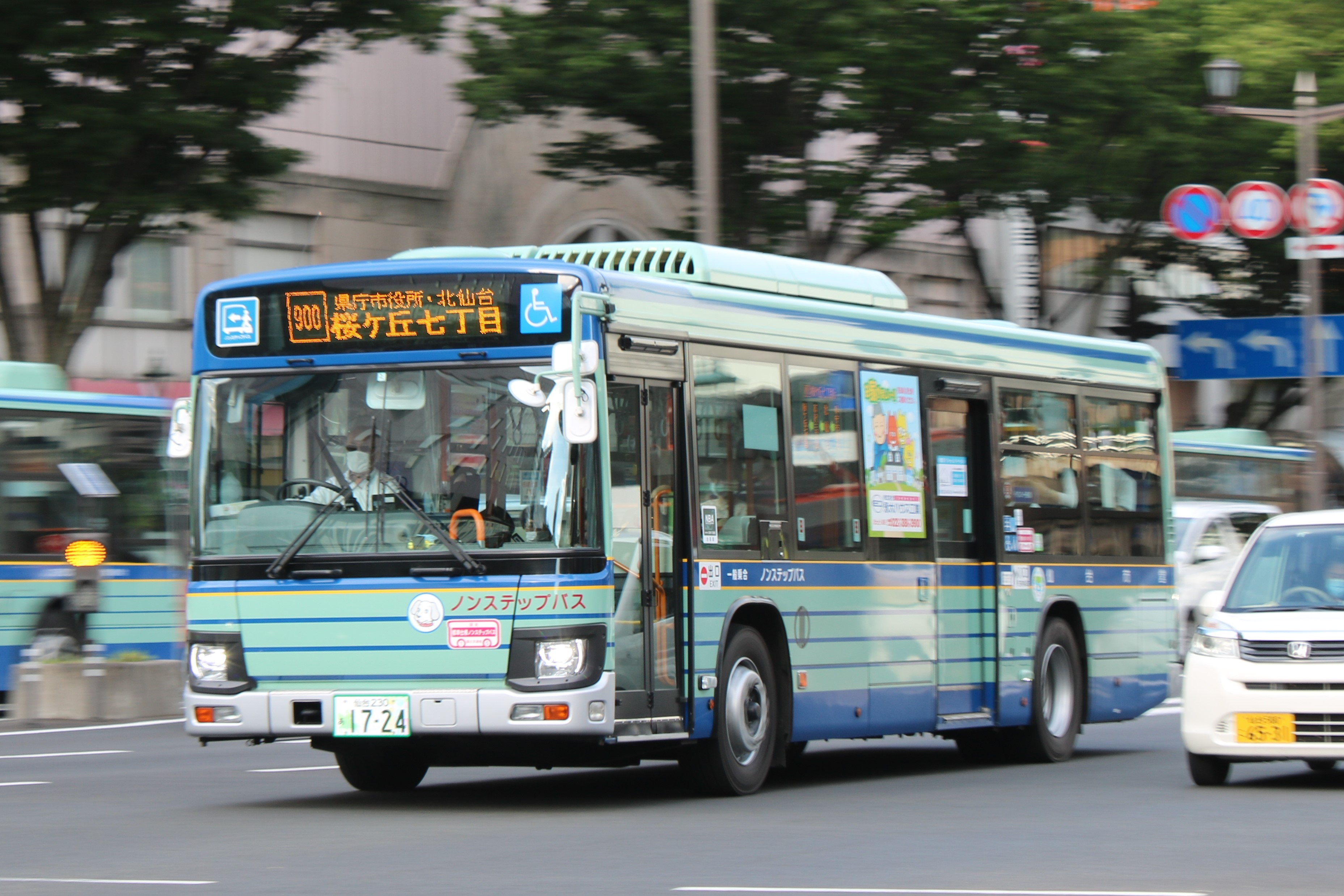
900系統・桜ケ丘七丁目行（2022年6月26日）

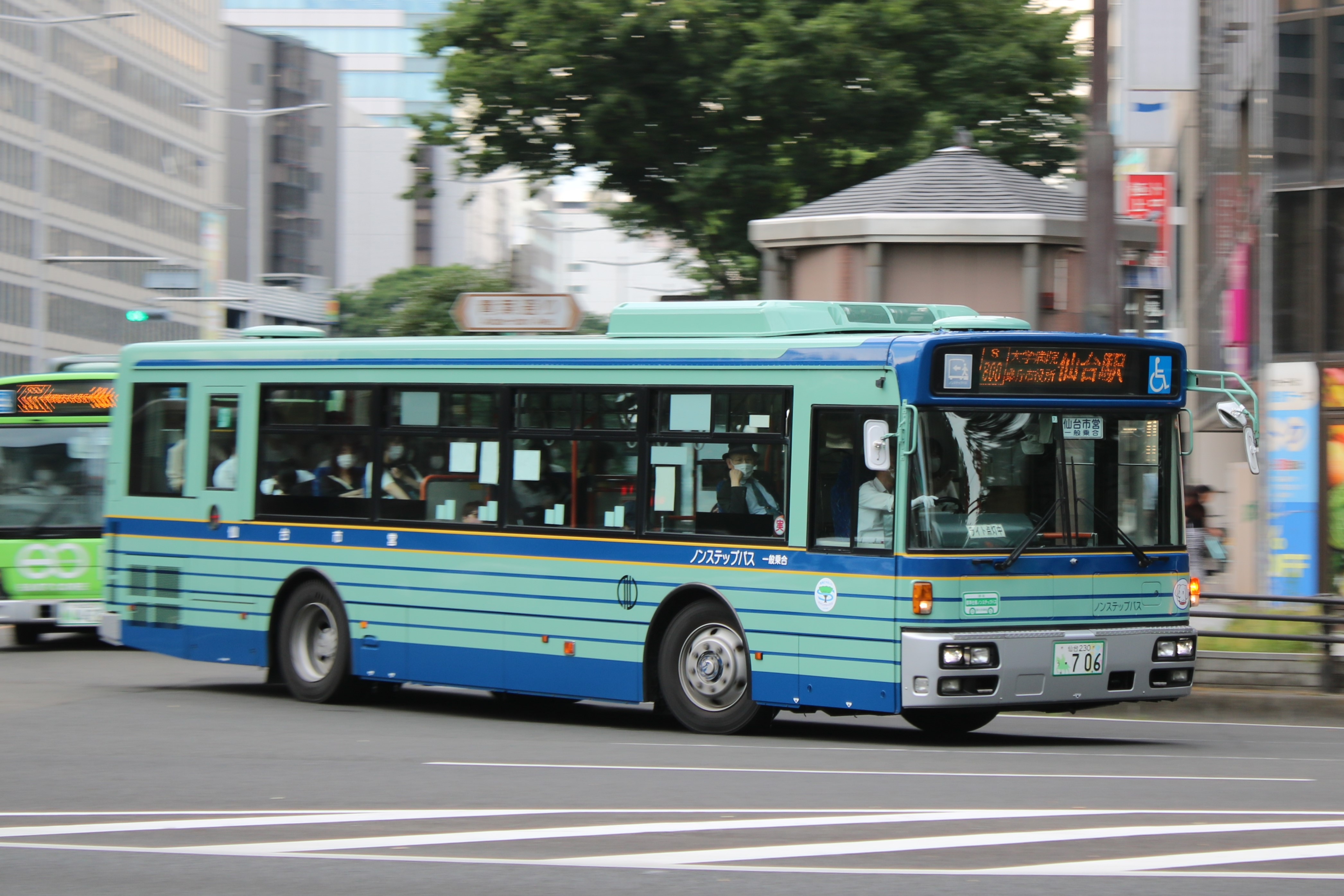
S800系統・仙台駅前行（2022年6月28日）

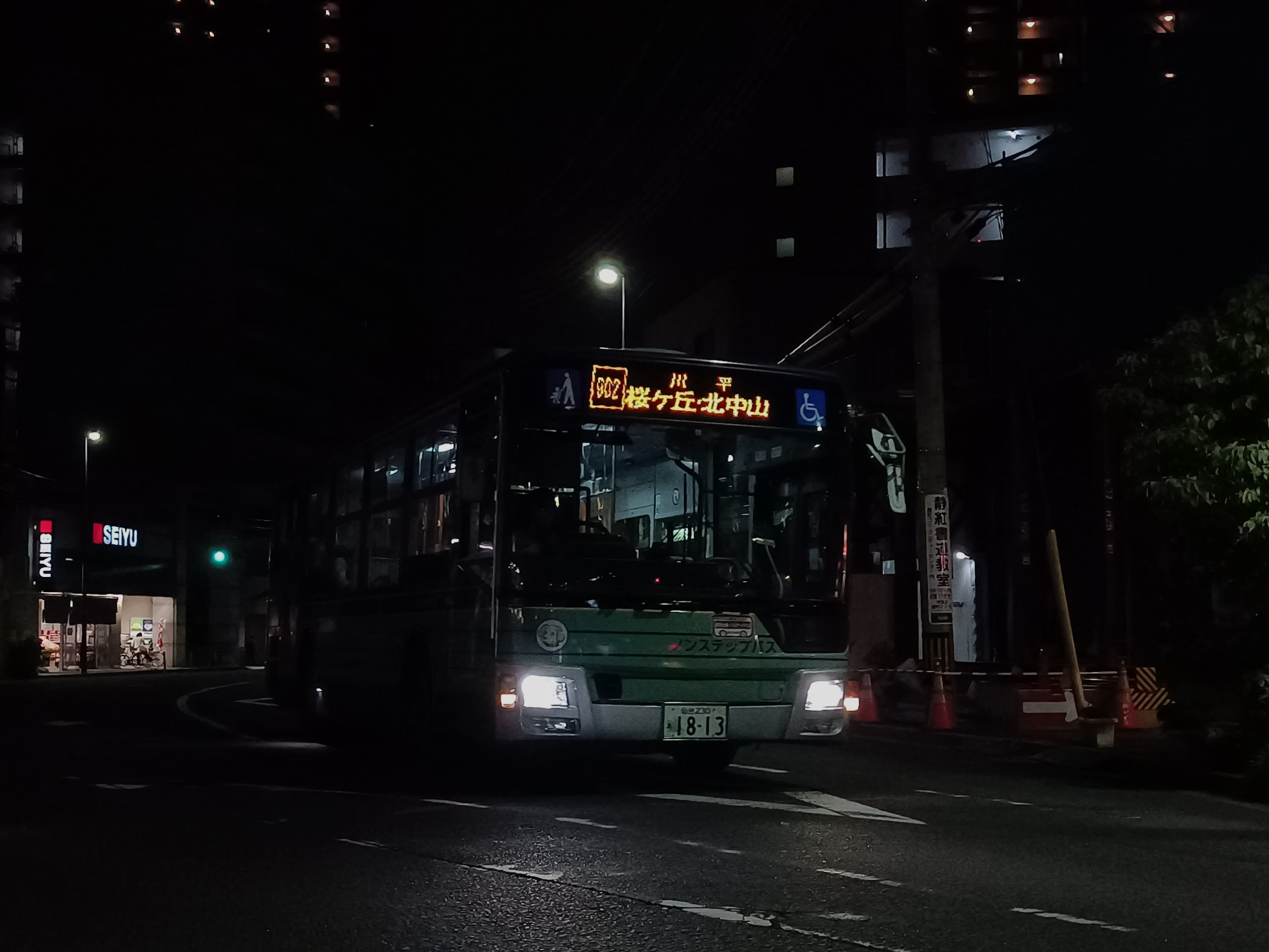
902系統・市営バス実沢営業所前行（2022年7月29日）

  - 仙台駅前 - 電力ビル前 - 県庁市役所前 - 東北大学病院前 - 輪王寺前 - 山手町 - 共済団地入口 - 桜ケ丘団地入口 - 桜ケ丘ロータリー - 桜ケ丘七丁目
- 900/S900系統（七北田出張所と共管）
  - 仙台駅前 - 電力ビル前 - 県庁市役所前 - 北仙台 - 北仙台駅 - 荒巻小学校前 - 共済団地入口 - 桜ケ丘団地入口 - 桜ケ丘ロータリー - 桜ケ丘七丁目
- 901/S901系統（七北田出張所と共管）
  - 仙台駅前 - 電力ビル前 - 県庁市役所前 - 北仙台 - 北仙台駅 - 荒巻小学校前 - 共済団地入口 - 桜ケ丘団地入口 - 桜ケ丘ロータリー - 桜ケ丘六丁目 - 桜丘小学校前 - 宮城学院前
- 902系統
  - 仙台駅前 → 電力ビル前 → 県庁市役所前 → 北仙台 → 北仙台駅 → 荒巻小学校前 → 共済団地入口 → 桜ケ丘団地入口 → 桜ケ丘ロータリー → 桜ケ丘五丁目 → 仙台大明成高校前 → 川平団地 → 北中山二丁目 → 市営バス実沢営業所前

※902系統は平日の最終ダイヤのみ

### 長命ヶ丘線
- 923/S923系統（川内営業所・七北田出張所と共管）
  - 仙台駅前 - 電力ビル前 - 県庁市役所前 - 通町二丁目 - （北山トンネル） - 桜ケ丘団地入口 - 仙台大明成高校前 - 川平団地 - 泉館山高校前 - 長命ケ丘二丁目
- 904/S904系統（川内営業所と共管）
  - 仙台駅前 - 電力ビル前 - 県庁市役所前 - 北仙台 - 北仙台駅 - 荒巻小学校前 - 共済団地入口 - 桜ケ丘団地入口 - 仙台大明成高校前 - 川平小学校入口 - 泉館山高校前 - 長命ケ丘二丁目
- 28系統
  - 泉中央駅 - 七北田公園西口 - 上谷刈三丁目 - 加茂一丁目 - 加茂小学校前 - 加茂五丁目北 - 長命ケ丘二丁目 - 長命ケ丘三丁目 - 長命ケ丘六丁目南 - 南中山三丁目 - 北中山二丁目 - 西中山
- 35系統
  - 泉中央駅 - 八乙女駅入口 - 加茂二丁目南 - 川平団地 - 南中山三丁目 - 北中山二丁目 - 南中山五丁目 - 聖和短大前

### 中山・川平線
* 815/S815系統（川内営業所と共管）

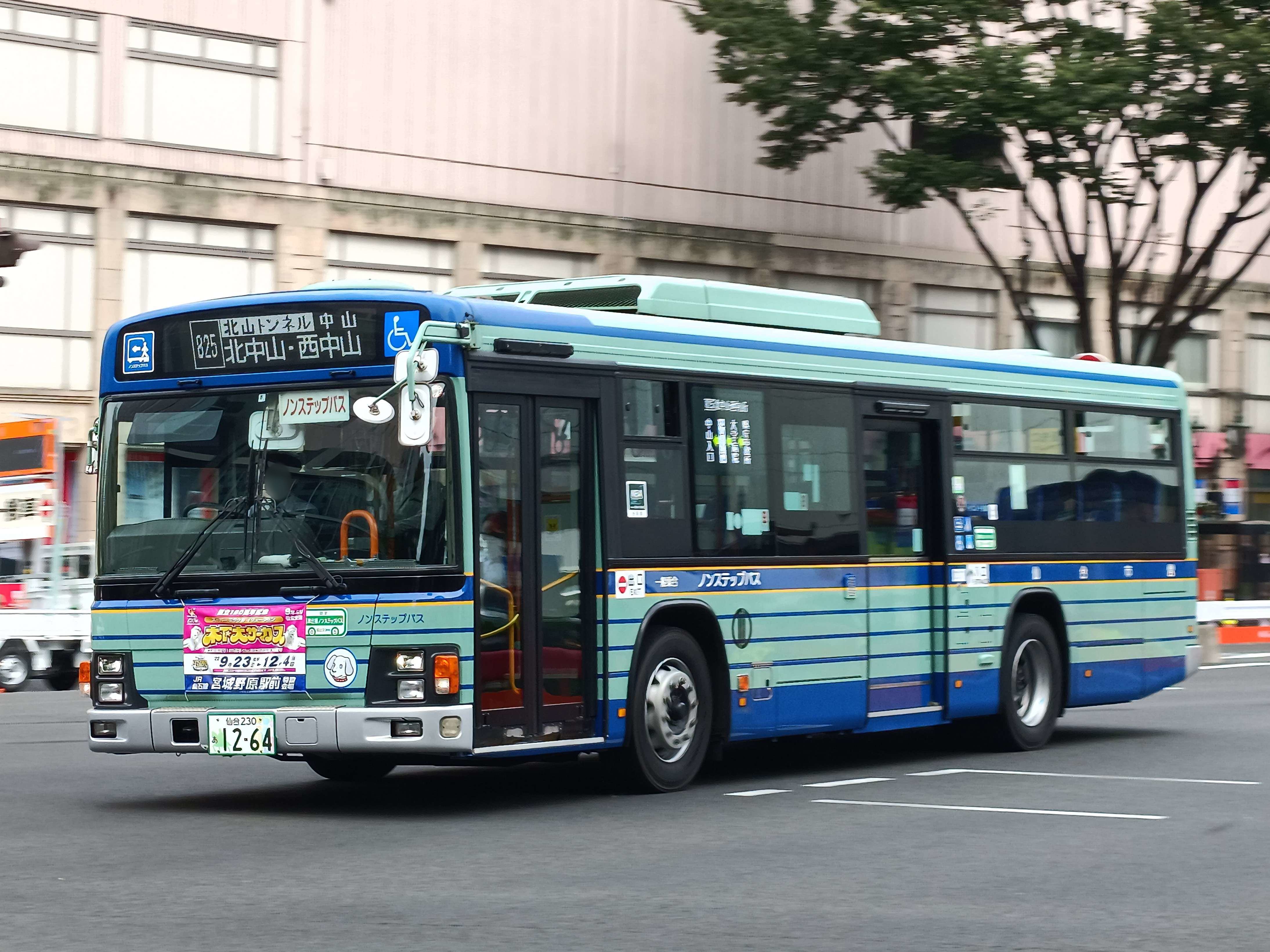
825系統・西中山行（2022年10月12日）

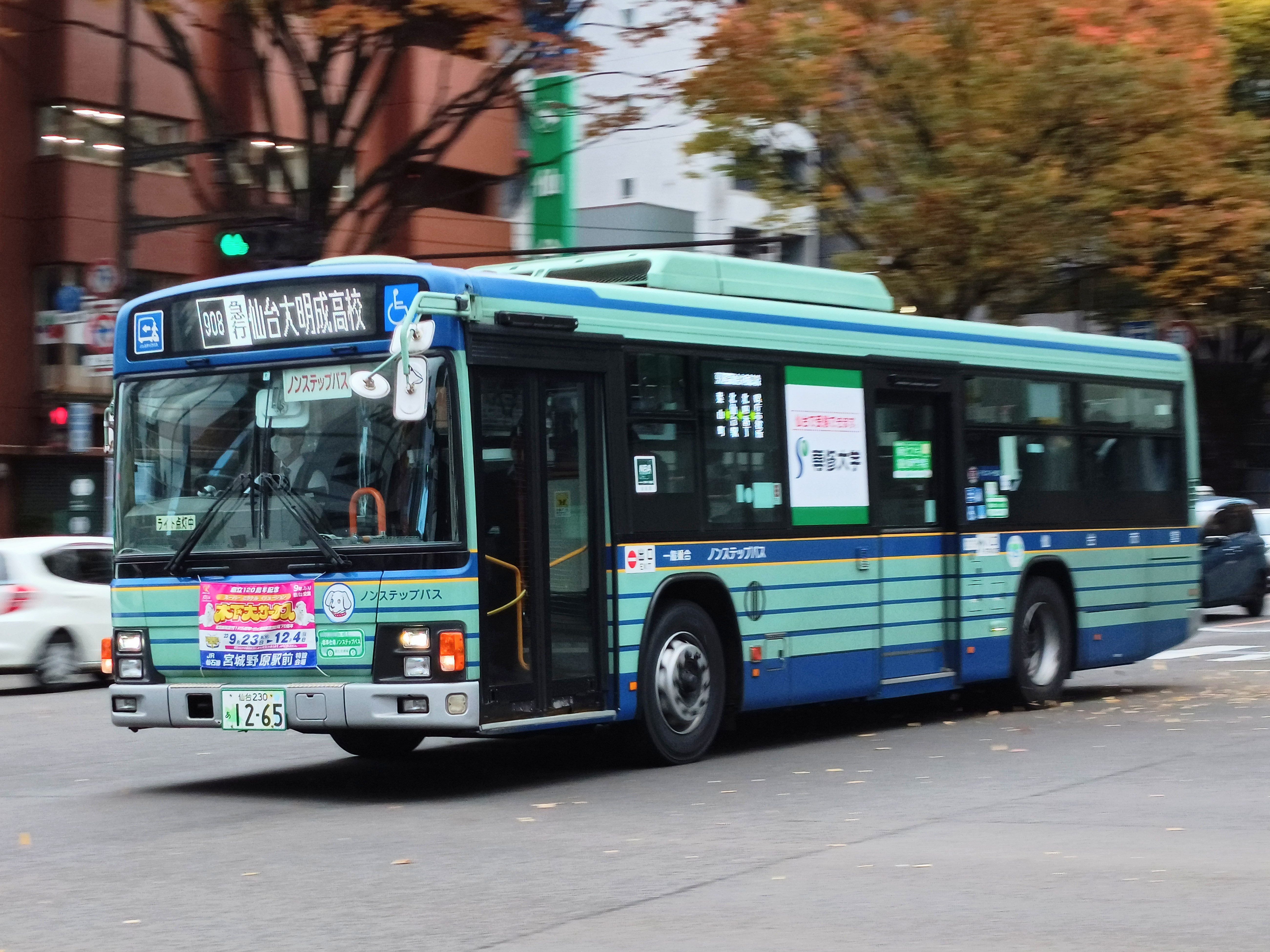
908系統・仙台大明成高校前行（2022年11月4日）

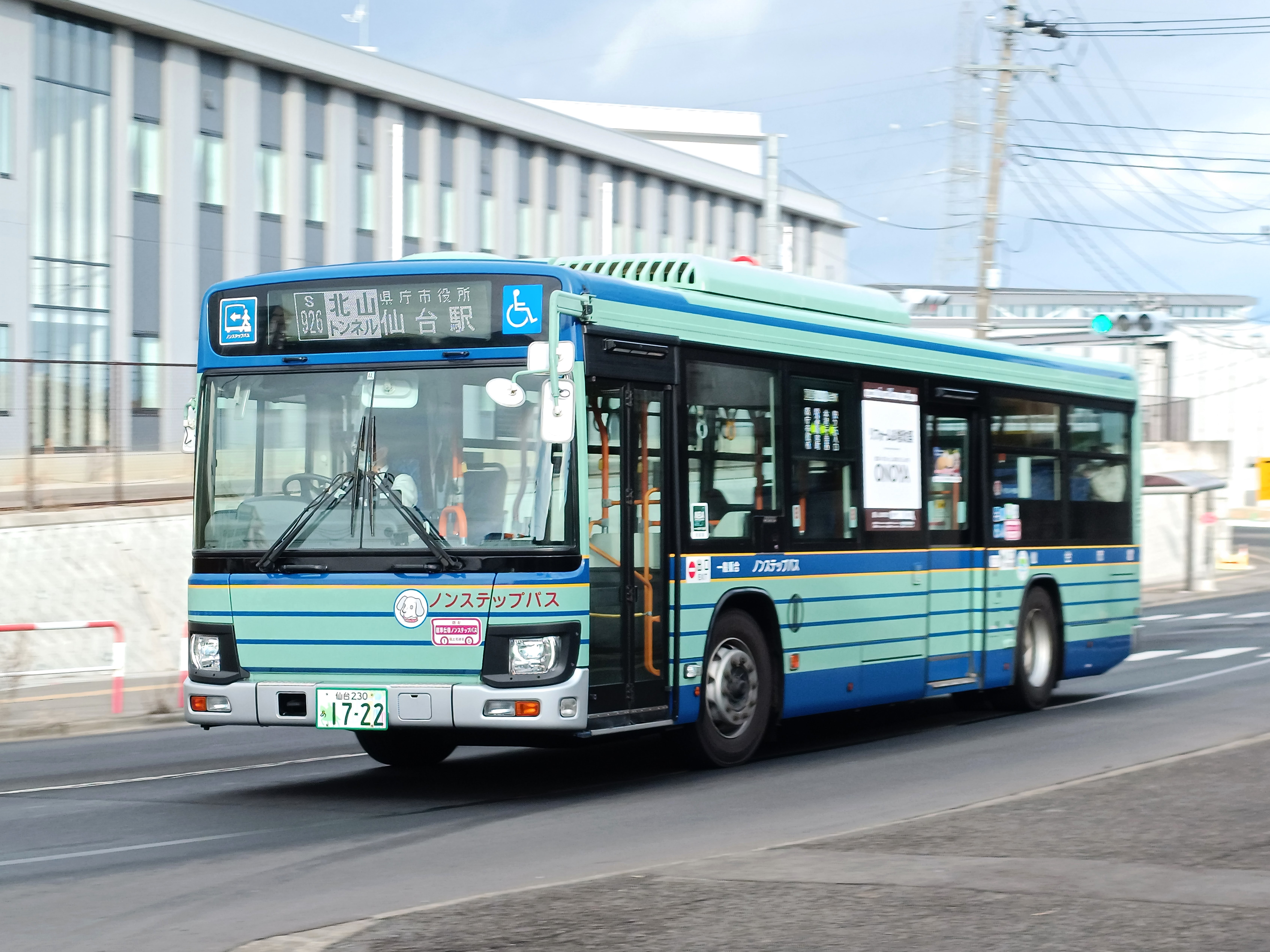
S926系統・仙台駅前行（2023年1月1日）

- - 仙台駅前 - 電力ビル前 - 県庁市役所前 - 東北大学病院前 - 輪王寺前 - 山手町 - 中山六丁目 - 南中山・仙台大観音前 - 南中山中学校前 - 北中山二丁目  - 西中山
- 825/S825系統（川内営業所と共管）
  - 仙台駅前 - 電力ビル前 - 県庁市役所前 - 通町二丁目 - （北山トンネル） - 中山六丁目 - 南中山・仙台大観音前 - 南中山中学校前 - 北中山二丁目  - 西中山
- 905/S905系統（川内営業所・七北田出張所と共管）
  - 仙台駅前 - 電力ビル前 - 県庁市役所前 - 北仙台 - 北仙台駅 - 荒巻小学校前 - 共済団地入口 - 桜ケ丘団地入口 - 仙台大明成高校前 - 川平団地 - 北中山二丁目 - 西中山
- 925/S925系統（川内営業所・七北田出張所と共管）
  - 仙台駅前 - 電力ビル前 - 県庁市役所前 - 通町二丁目 - （北山トンネル） - 桜ケ丘団地入口 - 仙台大明成高校前 - 川平団地 - 北中山二丁目 - 西中山
- 926/S926系統
  - 仙台駅前 - 電力ビル前 - 県庁市役所前 - 通町二丁目 - （北山トンネル） - 桜ケ丘団地入口 - 仙台大明成高校前 - 川平団地 - 北中山二丁目 - 市営バス実沢営業所前

※S926系統は年末年始ダイヤで運行
- 917(X917)/S917系統（七北田出張所と共管）
  - 仙台駅前 - 電力ビル前 - 県庁市役所前 - 北仙台 - 北仙台駅 - 荒巻小学校前 - 中山六丁目 - 西勝山（ - 川平北公園前 - 川平団地 - 北中山二丁目 - 市営バス実沢営業所前）

※2018年までは地下鉄北仙台駅に乗り入れ有り
- X817/S817系統
  - 仙台駅前 - 電力ビル前 - 県庁市役所前 - 東北大学病院前 - 輪王寺前 - 山手町 - 中山六丁目 - 西勝山 - 川平北公園前 - 川平団地 - 北中山二丁目 - 市営バス実沢営業所前
  - 中山六丁目発仙台駅前行の便あり（平日・朝通勤時1本）。
- 908/S908系統【急行、停車停留所記載】
  - 仙台駅前 - （復路：あおば通駅）- 県庁市役所前 - 二日町北四番丁 - 北仙台駅 - 葉山町 - 仙台大明成高校前
- 911/S911系統
  - 仙台駅前 - 電力ビル前 - 県庁市役所前 - 北仙台 - 北仙台駅 - 荒巻小学校前 - 中山六丁目 - 仙台大観音前 - 中山吉成 - 聖和短大前 - 南中山五丁目 - 光明支援学校前 - 南中山児童センター前 - 北中山二丁目 - 市営バス実沢営業所前
- X785/S785系統【通勤快速バス】
  - 仙台駅前 - 広瀬通駅 - 広瀬通一番町 - 東北公済病院戦災復興記念館前 - （西道路） - 折立 - 南吉成二丁目 - 吉成一丁目北 - 国見ケ丘一丁目北 - 北環状線・南中山一丁目 - 川平団地 - 北中山二丁目 - 市営バス実沢営業所前

※2020年4月のダイヤ改正までは785系統
- 785/S785系統【通勤快速バス】
  - 仙台駅前 - 広瀬通駅 - 広瀬通一番町 - 東北公済病院戦災復興記念館前 - （西道路） - 折立 - 南吉成二丁目 - 吉成一丁目北 - 国見ケ丘一丁目北 -  北環状線・南中山一丁目 - 川平団地 - 北中山二丁目 - 西中山

### 泉ビレジ線

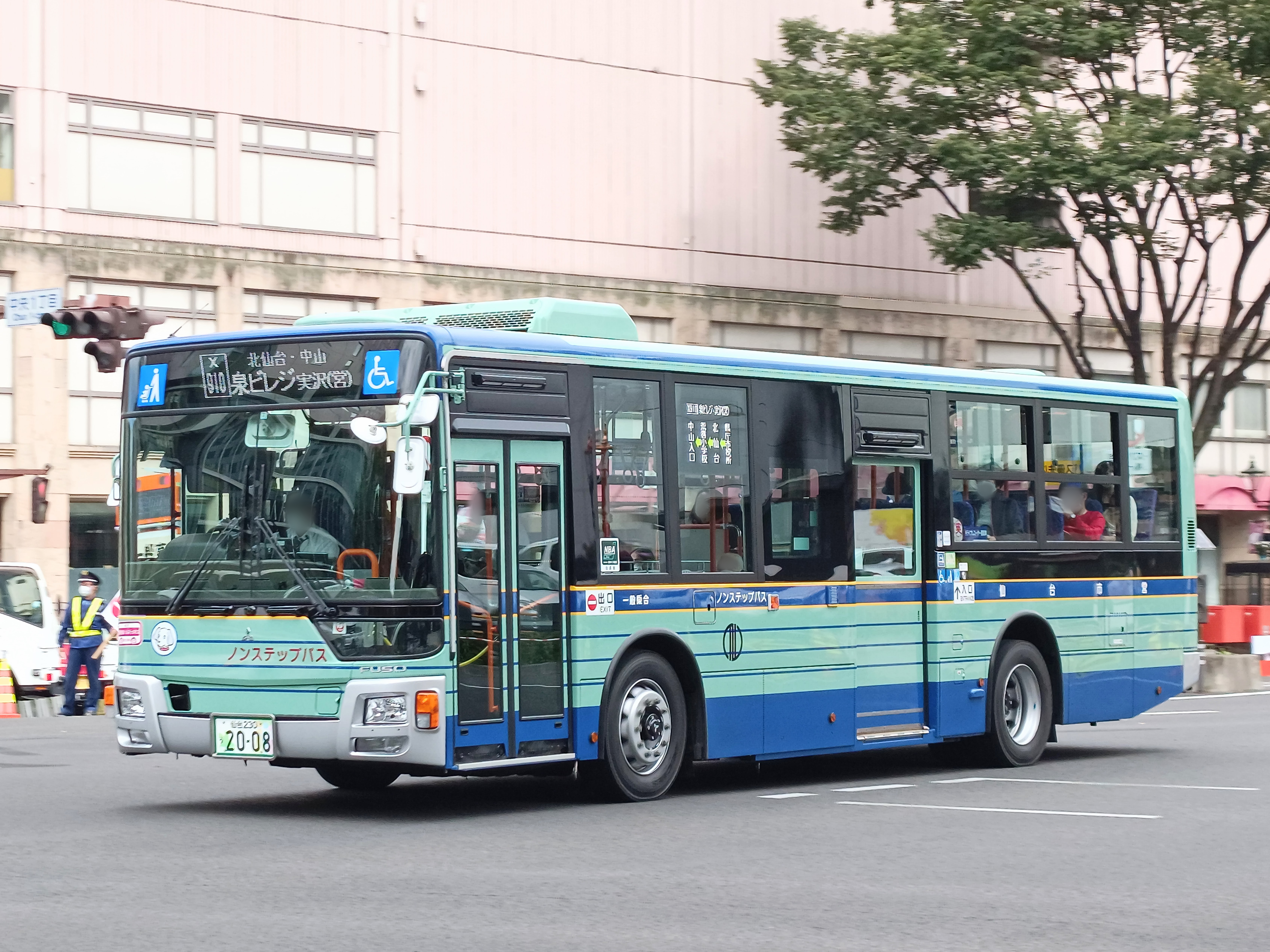
X910系統・市営バス実沢営業所前行（2022年10月12日）

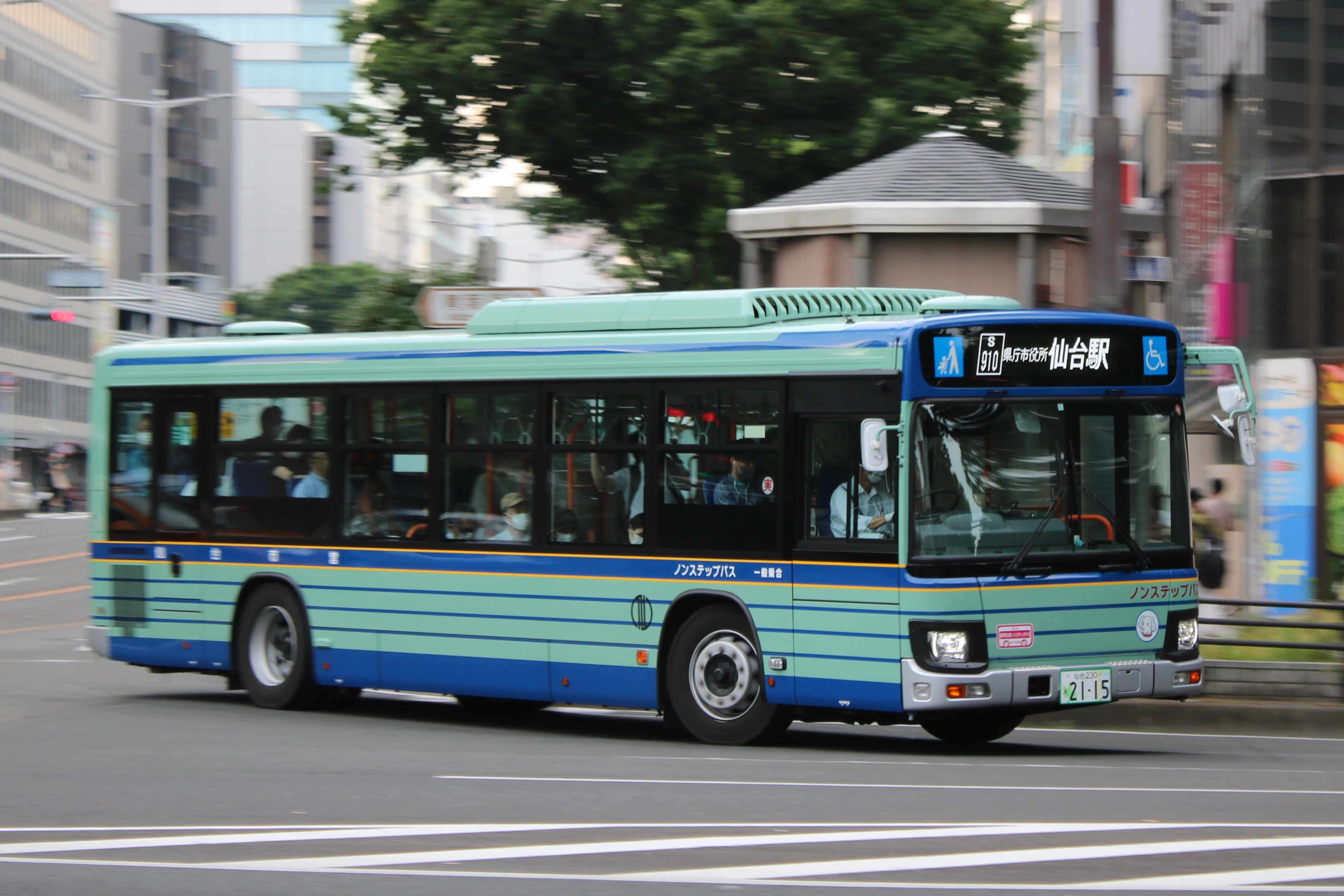
S910系統・仙台駅前行（2022年6月28日）

- 910(X910)/S910系統（七北田出張所と共管）
  - 仙台駅前 - 電力ビル前 - 県庁市役所前 - 北仙台 - 北仙台駅 - 荒巻小学校前 - 中山六丁目 - 仙台大観音前 - 中山吉成 - 聖和短大前 - 泉ビレジ一丁目 - 泉ビレジ四丁目（ - 芦沢 - 窪 - 市営バス実沢営業所前）
- 810系統
  - 仙台駅前 → 電力ビル前 → 県庁市役所前 → 東北大学病院前 → 輪王寺前 → 山手町 → 中山六丁目 → 仙台大観音前 → 中山吉成 → 聖和短大前 → 泉ビレジ一丁目 → 泉ビレジ四丁目
- 821/S821系統
  - 仙台駅前 - 電力ビル前 - 県庁市役所前 - 通町二丁目 - （北山トンネル） - 中山六丁目 - 仙台大観音前 - 中山吉成 - 聖和短大前 - 泉ビレジ一丁目 - 泉ビレジ四丁目 - 芦沢 - 住吉台中央 - 根白石市民センター前 - 根白石下町
- 780/S780系統【通勤快速バス】
  - 仙台駅前 - 広瀬通駅 - 広瀬通一番町 - （西道路） - 折立 - 南吉成二丁目 - 吉成一丁目北 - 国見ケ丘一丁目北 - 中山吉成 - 聖和短大前 - 泉ビレジ一丁目 - 泉ビレジ四丁目 - 芦沢 - 窪 - 市営バス実沢営業所前
- 21系統
  - 泉中央駅 - 野村 - 実沢 - 窪 - 芦沢 - 泉ビレジ四丁目 - 泉ビレジ一丁目 - 泉ビレジ一丁目西 - 水泉荘前 - 市営バス実沢営業所前
- 22系統
  - 泉中央駅 - 野村 - 実沢 - 窪 - 芦沢 - 泉ビレジ四丁目 - 泉ビレジ一丁目 - 北中山二丁目 - 中山大橋 - 市営バス実沢営業所前

### 貝ケ森団地線

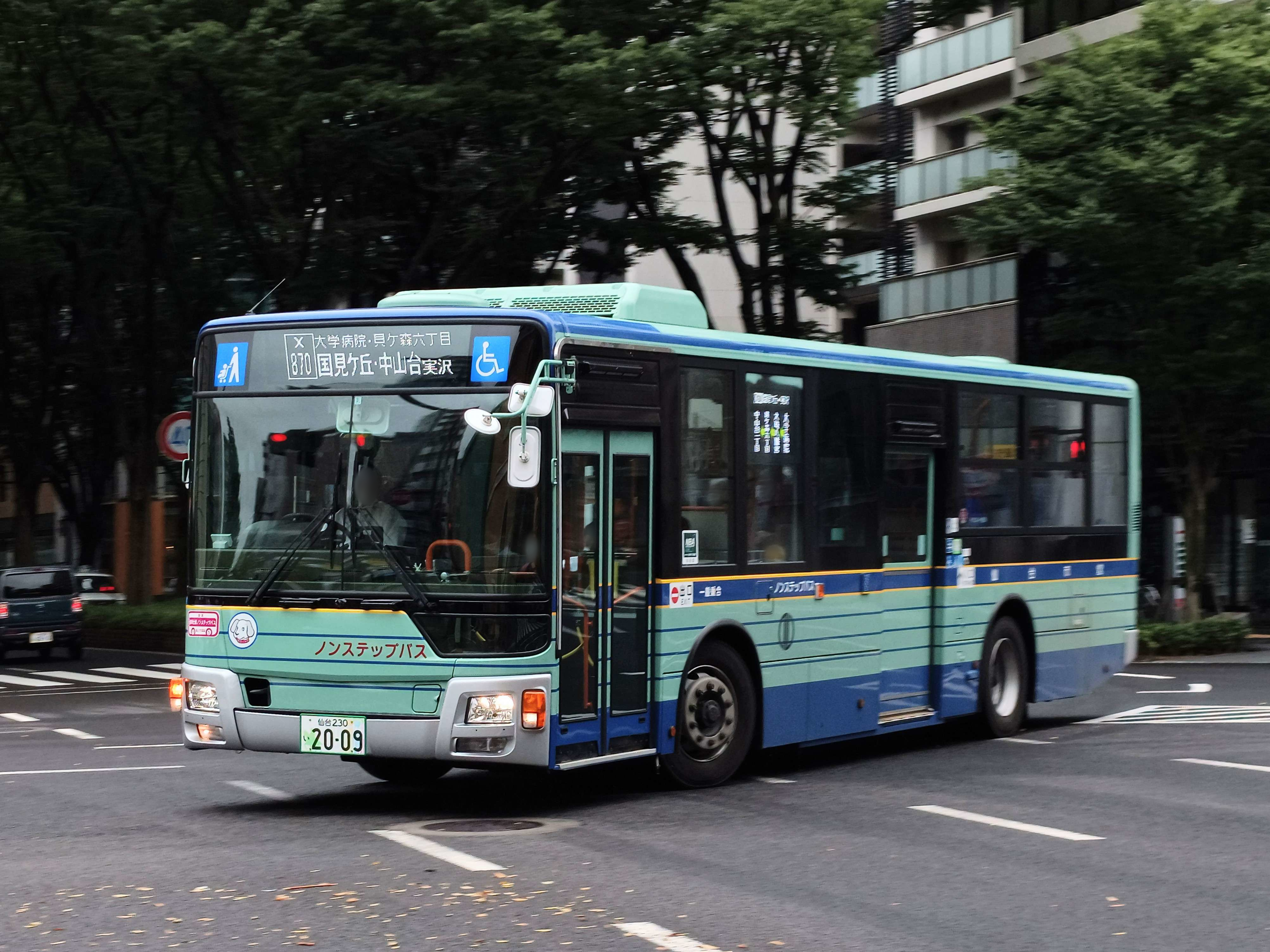
X870系統・市営バス実沢営業所前行（2022年9月23日）

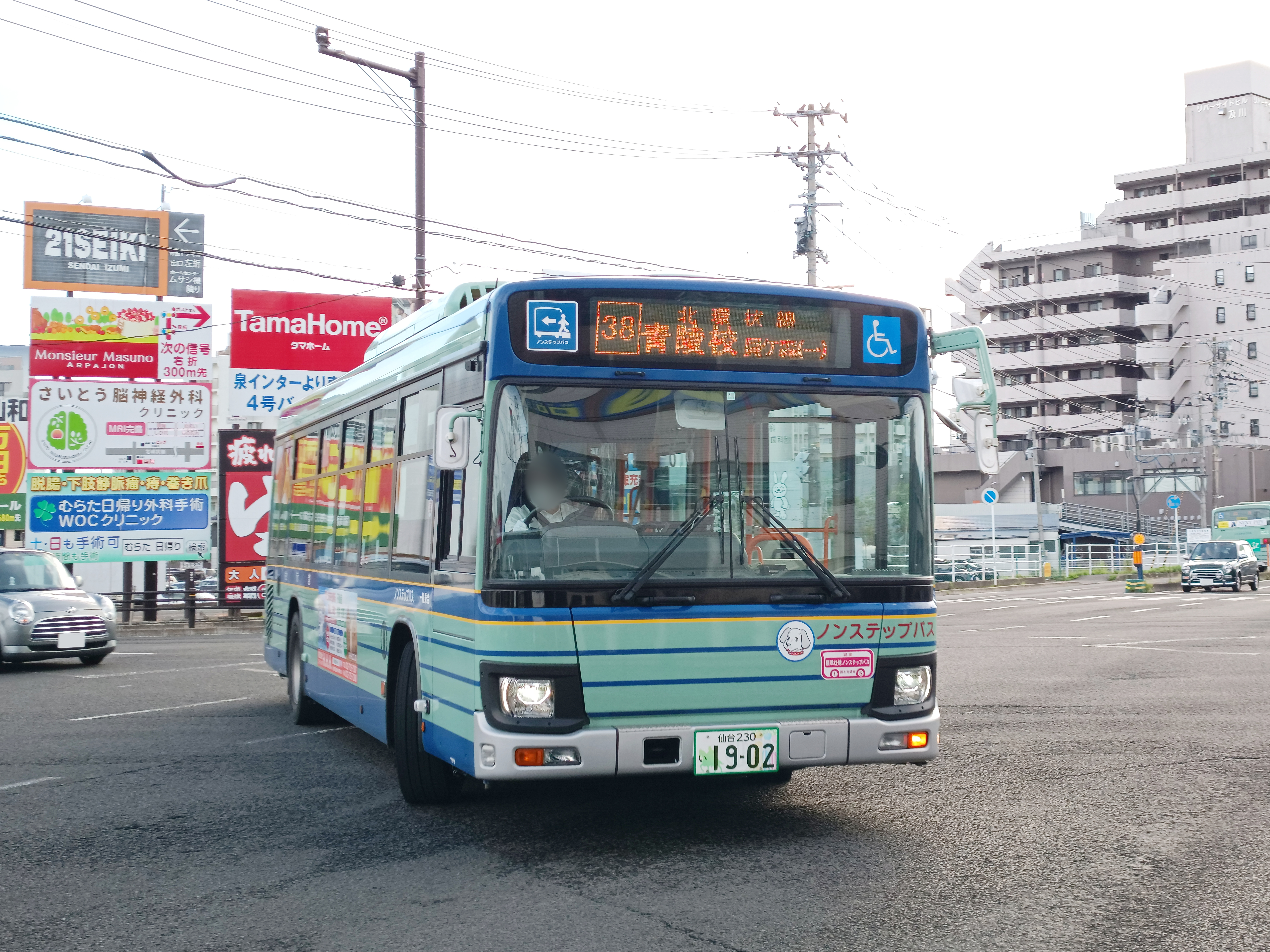
38系統・貝ケ森一丁目行き（2022年8月17日）

- 870(X870)/S870系統（川内営業所と共管）
  - 仙台駅前 - 青葉通一番町駅 - 春日町 - 東北大学病院前 - 大崎八幡宮前 - 国見小学校前 - ＪＲ東北福祉大前駅 - 貝ケ森六丁目 - 青陵中等教育学校前 - 国見ケ丘三丁目福祉大野球場前（ - 国見ケ丘一丁目 - 中山台一丁目 - 聖和短大前 - 南中山五丁目 - 北中山二丁目 - 市営バス実沢営業所前）
- 875/S875系統
  - 仙台駅前 - 青葉通一番町駅 - 春日町 - 東北大学病院前 - 大崎八幡宮前 - 国見小学校前 - JR東北福祉大前駅 - 貝ケ森一丁目 - 青陵中等教育学校前 - 国見ケ丘三丁目福祉大野球場前 - 国見ケ丘一丁目 - 中山台一丁目 - 聖和短大前 - 南中山五丁目 - 北中山二丁目 - 市営バス実沢営業所前
- 876/S876系統
  - 仙台駅前 - 青葉通一番町駅 - 春日町 - 東北大学病院前 - 大崎八幡宮前 - 国見小学校前 - JR東北福祉大前駅 - 貝ケ森一丁目 - 青陵中等教育学校前 - 国見ケ丘三丁目福祉大野球場前 - 国見ケ丘一丁目 - 中山台一丁目 - 聖和短大前 - 泉ビレジ一丁目 - 泉ビレジ四丁目 - 芦沢 - 窪 - 市営バス実沢営業所前
- 877/S877系統（川内営業所と共管）
  - 仙台駅前 - 青葉通一番町駅 - 春日町 - 東北大学病院前 - 大崎八幡宮前 - 国見小学校前 -  JR東北福祉大前駅 - 貝ケ森一丁目 - 青陵中等教育学校前
- 918/S918系統
  - 仙台駅前 - 電力ビル前 - 県庁市役所前 - 北仙台 - 北仙台駅 - 地下鉄北仙台駅 - 荒巻小学校前 - 中山六丁目 - 中山市民センター前 - 青陵中等教育学校前 - 貝ケ森一丁目
- 38系統
  - 泉中央駅 - 八乙女駅入口 - 加茂二丁目南 - 川平団地 - 国見ケ丘一丁目 - 国見ケ丘三丁目福祉大野球場前 - 青陵中等教育学校前 - 貝ケ森一丁目

### 南吉成線
- 880/S880系統（川内営業所と共管）

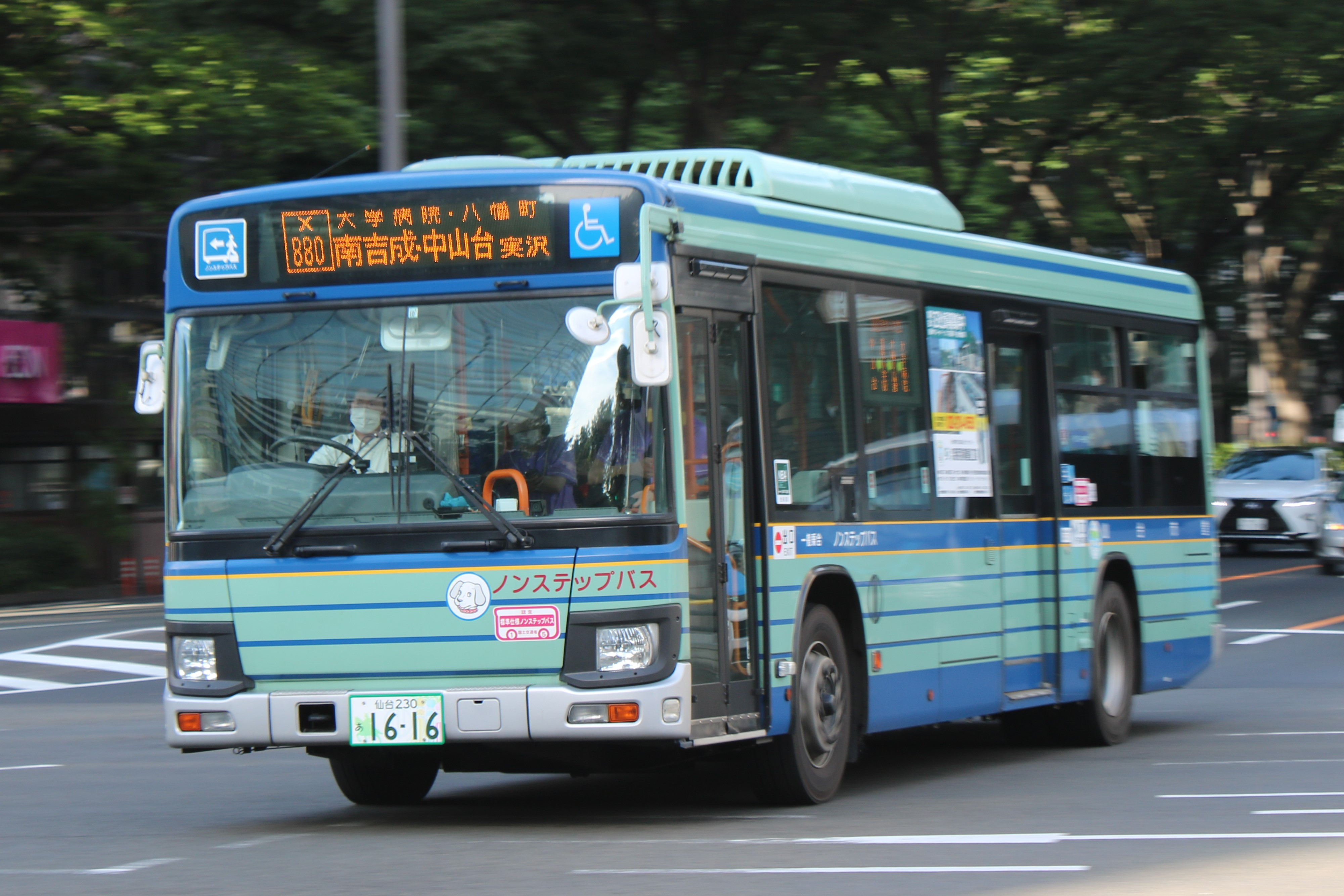
X880系統・市営バス実沢営業所前行（2022年6月26日）

  - 仙台駅前 - 青葉通一番町駅 - 春日町 - 東北大学病院前 - 大崎八幡宮前 - 国見小学校前 - 国見浄水場・東北文化学園大前 - 国見ケ丘西 - 南吉成三丁目 - 吉成一丁目北 - 国見ケ丘一丁目
- X880/S880系統
  - 仙台駅前 - 青葉通一番町駅 - 春日町 - 東北大学病院前 - 大崎八幡宮前 - 国見小学校前 - 国見浄水場・東北文化学園大前 - 国見ケ丘西 - 南吉成三丁目 - 吉成一丁目北 - 中山台一丁目 - 聖和短大前 - 南中山五丁目 - 北中山二丁目 - 市営バス実沢営業所前
- 30系統（七北田出張所と共管）
  - 泉中央駅 - 八乙女駅入口 - 加茂二丁目南 - 川平団地 - 南吉成四丁目 - 川平団地 - 加茂二丁目南 - 八乙女駅入口 - 泉中央駅

### 北山・子平町線

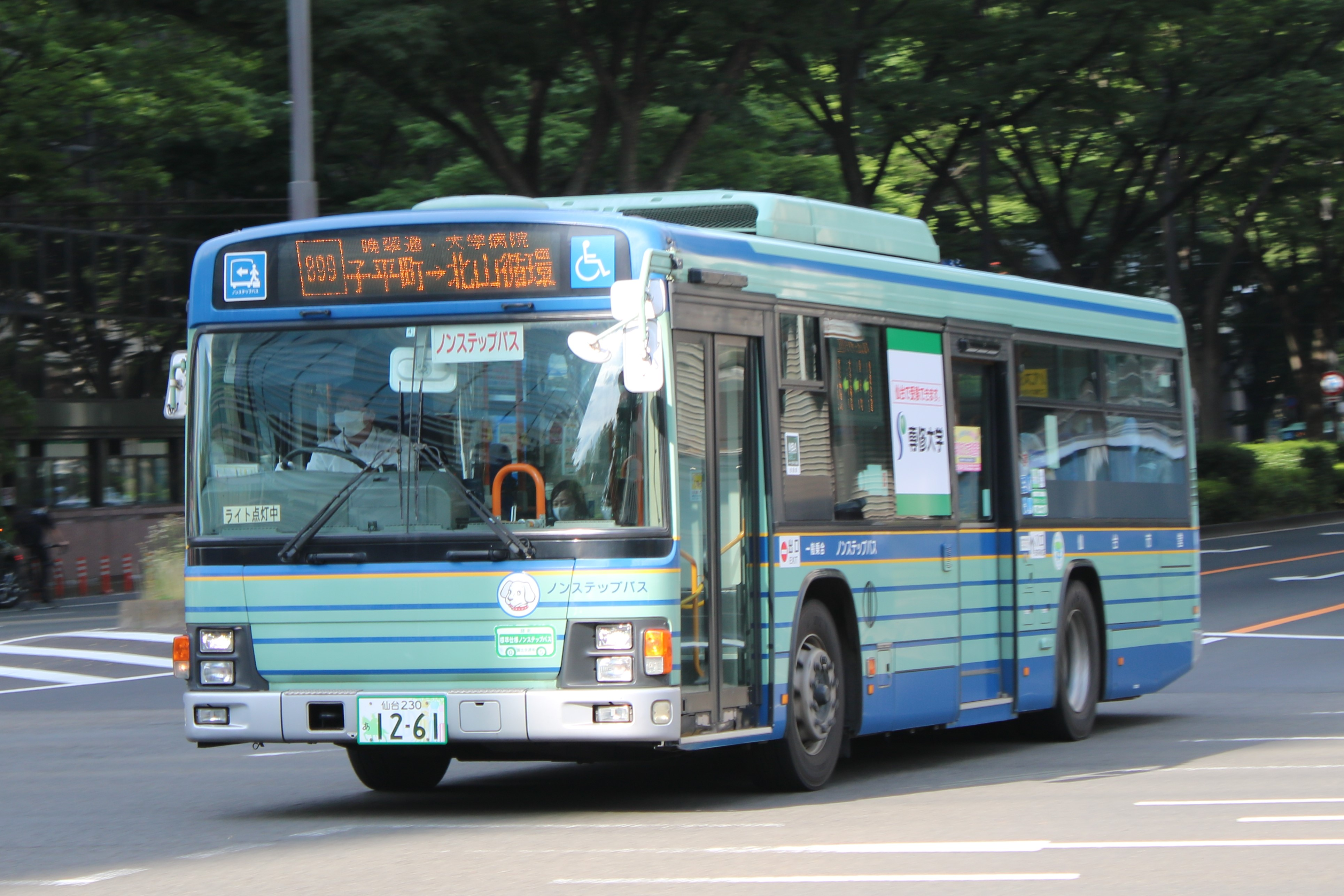
899系統・仙台駅前行（2022年6月26日）

- 899 - 999系統（川内営業所と共管。子平町先回り899 → S999系統、北山先回り999 → S899系統）
  - 仙台駅前 - 青葉通一番町駅 - 春日町 - 東北大学病院前 - 柏木二丁目 - 子平町・壽徳寺前 - 東北福祉大前 - 北山三丁目 - 輪王寺前 - 通町二丁目 - 県庁市役所前 - 電力ビル前 - 仙台駅前

### 根白石線

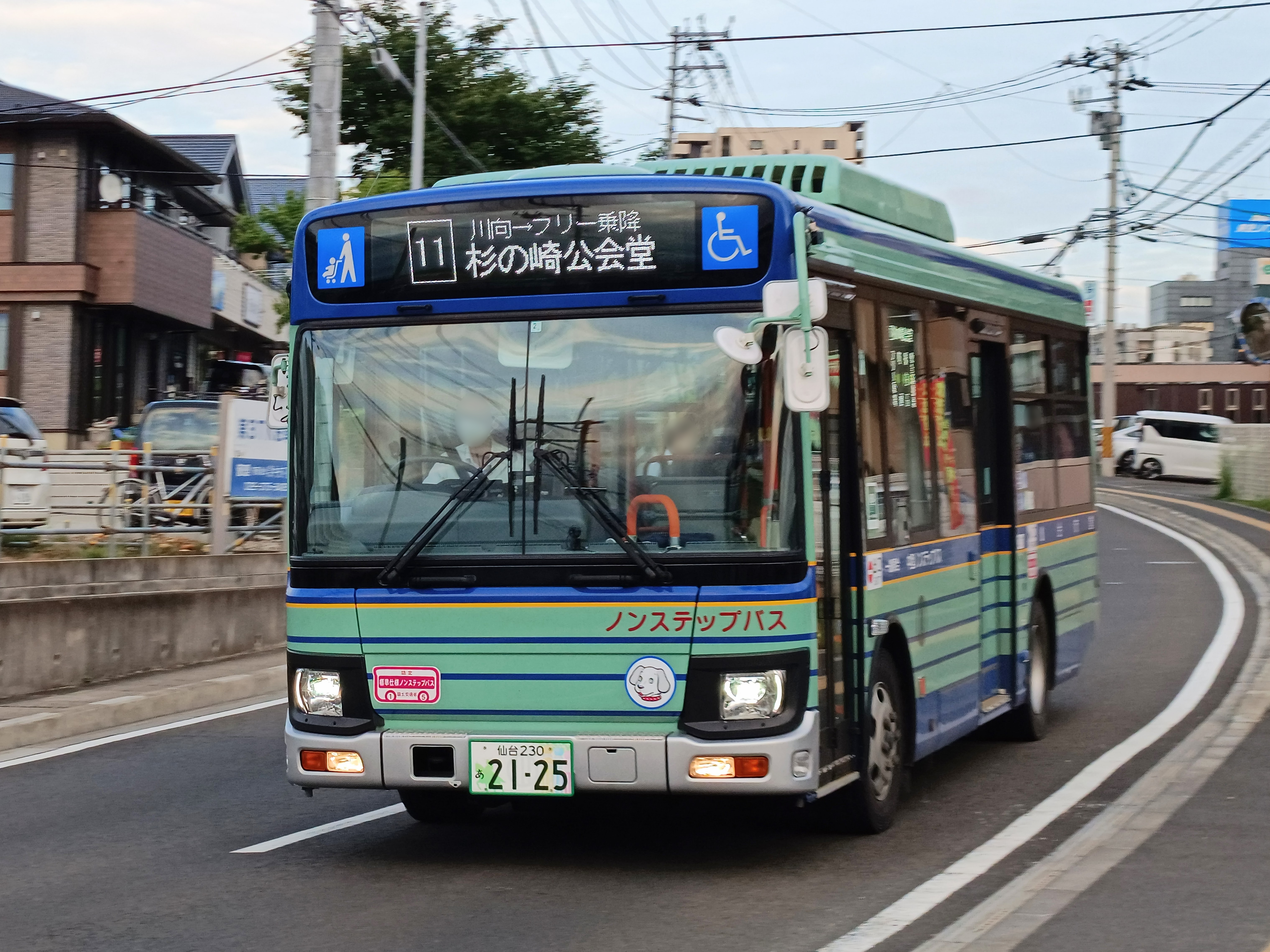
11系統・杉の崎公会堂前行（2022年9月9日）

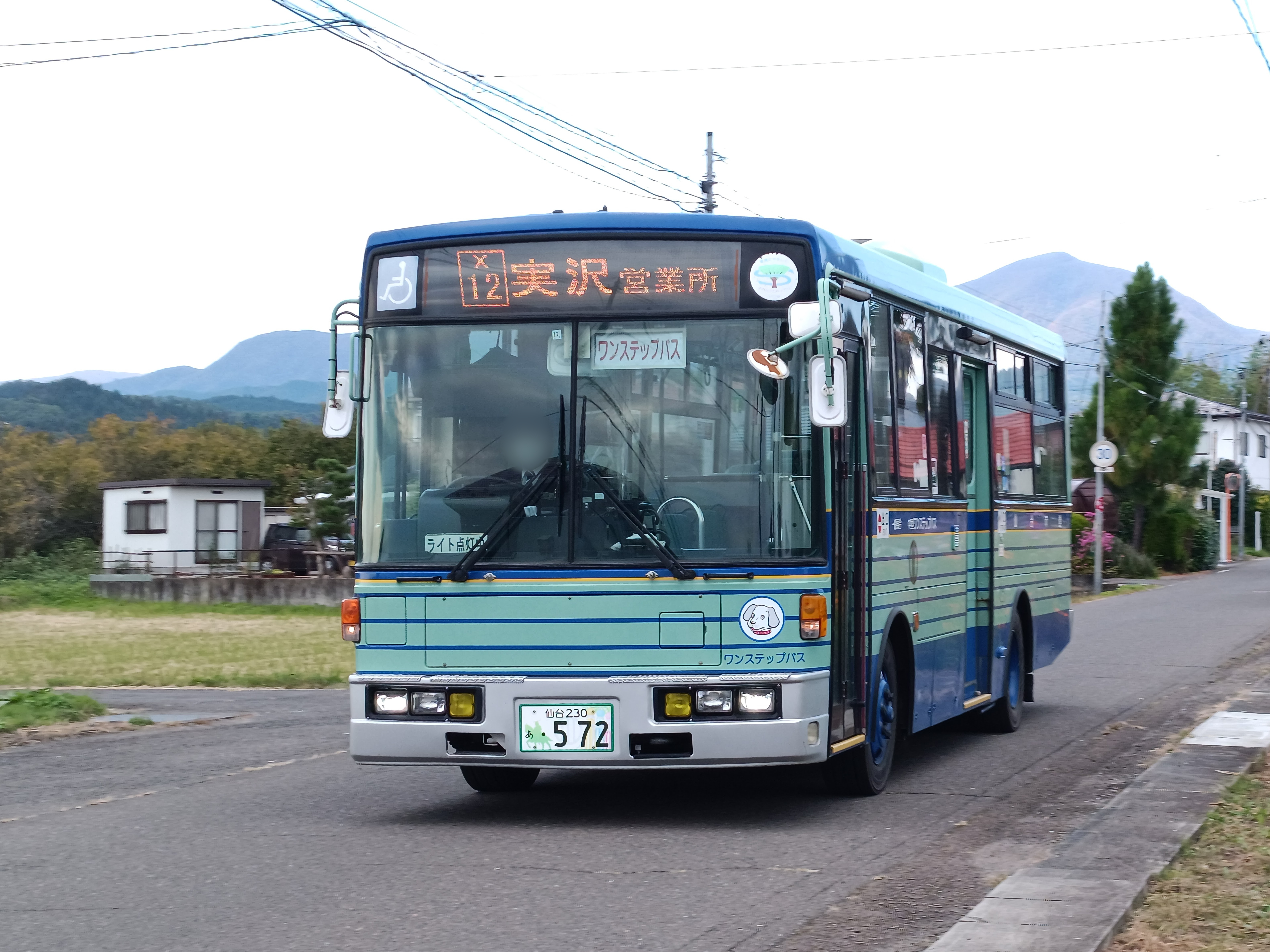
X12系統・市営バス実沢営業所前行（2022年10月22日）

※13系統・14系統・18系統を除き、川向バス停（12系統・17系統は町頭バス停）から先の区間がフリー乗降となる。
- 10系統 
  - 泉中央駅 - 野村 - 実沢 - 窪 - 根白石下町 - 泉川崎 - 旗枠 - 泉岳自然ふれあい館（ - スプリングバレー仙台泉スキー場）
  - 泉岳自然ふれあい館 - スプリングバレー仙台泉スキー場間は冬期間（スキー場の営業期間中）のみ運行。
- 11系統
  - 泉中央駅 - 野村 - 実沢 - 窪 - 根白石下町 - 泉川崎 - 旗枠 - 杉の崎公会堂前
- 12系統
  - 泉中央駅 - 野村 - 実沢 - 窪 - 根白石下町 - 福岡 - 花輪
  - 入庫便（X12系統：花輪 → 市営バス実沢営業所前、土曜・休日のみ運行）あり。
- 13系統
  - 泉中央駅 → 野村 → 実沢 → 窪 → 根白石下町 → 根白石市民センター前
  - 2025年４月１日のダイヤ改正で、上り便（泉中央駅行き）廃止。
- 14系統
  - 泉中央駅 - 野村 - 実沢 - 市営バス実沢営業所前
- 15系統
  - 泉中央駅 - 野村 - 実沢 - 窪 - 根白石下町 - 泉川崎 - 朴沢
  - 出庫便（市営バス実沢営業所前 → 朴沢、土曜・休日のみ運行）あり。
- 16系統
  - 泉中央駅 - 野村 - 実沢 - 窪 - 根白石下町 - 泉川崎 - 朴沢 - 旗枠 - 杉の崎公会堂前
- 17系統
  - 泉中央駅 - 野村 - 実沢 - 窪 - 芦沢 - 住吉台中央 - 根白石市民センター前 - 福岡 - 花輪
- 18系統
  - 泉中央駅 - 野村 - 実沢 - 窪 - いずみ墓園
  - 休日およびお盆・お彼岸期間中のみ運行。

### 住吉台線
- 20系統

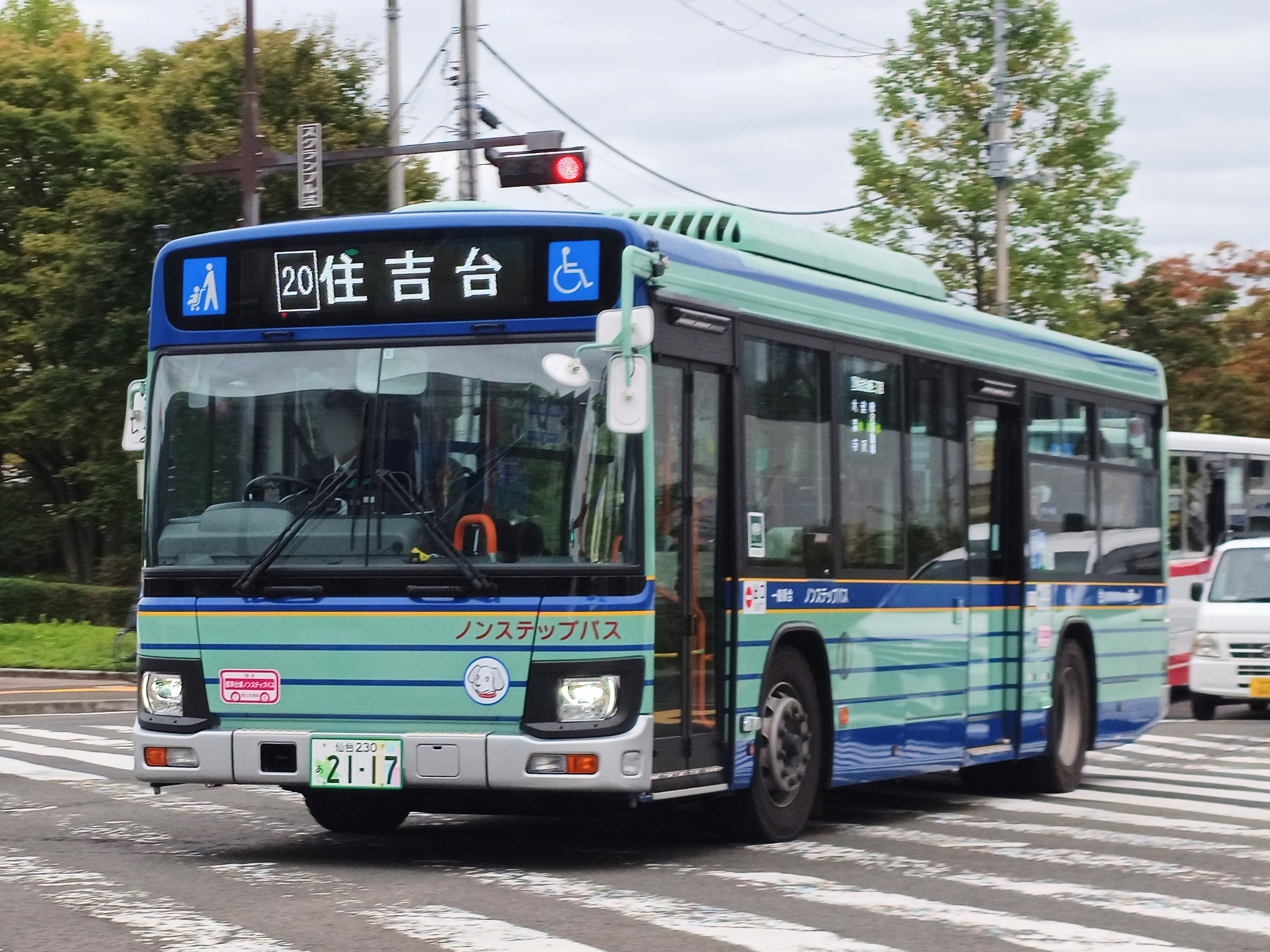
20系統・住吉台西三丁目行（2022年10月7日）

  - 泉中央駅 - 野村 - 実沢 - 窪 - 芦沢 - 住吉台中央 - 住吉台西三丁目

### 芋沢線
- 25系統
  - 泉中央駅 - 野村 - 実沢 - 窪 - 芦沢 - みやぎ台入口 - みやぎ台三丁目 - 大沢中学校前 - 川前小学校前 - 赤坂三丁目 - 赤坂一丁目 - 高野原三丁目 - 大竹 - 陸前落合駅 - 愛子駅
- 26系統
  - 市営バス実沢営業所前 - 窪 - 芦沢 - 露払 - 住吉台中央 - みやぎ台入口 - 下辺田 - 大竹 - 陸前落合駅 - 愛子駅

## 廃止系統

### 長命ヶ丘線
- 903系統（北仙台経由線、北山トンネル開通に伴い923系統に移行）

### 泉ビレジ線
- 811系統（山手町経由線、北山トンネル開通に伴い821系統に移行）

### 中山・川平線
- 906系統（北仙台経由線、北山トンネル開通に伴い926系統に移行）
  - 廃止後も路線図には記載あり

- 58系統（2018年4月1日ダイヤ改正で廃止）
  - 旭ヶ丘駅 - 北根三丁目 - 東勝山中央 - 桜ヶ丘団地入口 - 明成高校前

## 市営バス実沢営業所前バス停
市営バス実沢営業所バス停は仙台市営バスの停留所である。実沢営業所に向かう系統はすべて出入庫系統だが、他の営業所・出張所よりも出入庫系統の割合が多いため、本数面では恵まれている。
構内には待合室が設置されている。icsca・icsca定期券は営業所庁舎で発売する。行先表示は「実沢営業所」あるいは、「実沢（営）」となっている。